# Clichy-sous-Bois

Clichy-sous-Bois en la Petite Couronne.

 Clichy-sous-Bois  es una población y comuna francesa, en la región de Isla de Francia, departamento de Sena-San Denis, en el distrito y cantón de Le Raincy.
Ha llevado los nombres de Cleppius en época romana, Clippiacum superius en el siglo VIII, Clichiacum en el XII, y durante la Revolución francesa Clichy-en-Aulnois.

## Geografía
Clichy-sous-Bois está situada al este de París, en la región de la Isla de Francia, en el departamento de Sena-San Denis, a 15 km de las puertas de París y a menos de un kilómetro del departamento de Sena y Marne. Pertenece al cantón de Le Raincy.
Clichy-sous-Bois se extiende en una superficie de 395 hectáreas, de las que 110 son bosques. La morfología y topología del municipio le proporcionan gran variedad de paisajes y de atractivos naturales, casi todos ellos relacionados con su importante patrimonio forestal: Bosque departemental de Bondy, Parque de la Fosse Maussoin, Parque de la Alcaldía. Cuenta con un gran complejo urbano: la Cité des Bosquets.

## Historia
Se han encontrado armas y herramientas de sílex del período Neolítico. Se sabe de la existencia de este asentamiento desde muy antiguo. Durante la Edad Media perteneció a los señores de Livry, aunque pertenecía a la Abadía. Bajo el reinado de Felipe IV de Francia, este expulsa a los templarios, que tenían un puesto de mando en la ruta de Coubron y se apropia de sus bienes. En esta época se desarrolla la peregrinación al manantial en el que se había producido un milagro atribuíod a la Virgen dos siglos antes. La ciudad pasó a pertenecer a la Orden de Malta. Durante el siglo XVI fue lugar de caza real. En el XVII formó parte del patrimonio del presidente de Mesmes; y en el XVIII pasó al duque de Orleans.
Clichy llega al período revolucionario con poco más de 100 habitantes, que el 6 de enero de 1790 nombrarán su primer Ayuntamiento: Clichy se convierte en municipio. La agitada vida del municipio, salpicada por los conflictos con su poderoso vecino, Livry, se va aletargando, hasta 1814 en que el zar de Rusia Alejandro I, se alojó en un castillo del municipio. También Kellerman, Duque de Valmy, residió en Clichy.
En 1820, el pueblo cuenta escasamente con 150 habitantes. Bajo el reinado de Luis Felipe de Orléans se construye el primer Ayuntamiento-escuela. Durante el Segundo Imperio, los habitantes huyen de sus domicilios, ocupados y saqueados por los prusianos.
En 1912, la ciudad cuenta con 1.434 habitantes; se construye entonces la Escuela del Plateau. Durante la Primera Guerra Mundial, 68 habitantes de esta ciudad mueren. Durante el período de entreguerras desaparecerán los bosques limítrofes, algunos de los cuales, como el de Bondy, dividen en dos un municipio al que el progreso no llega: no hay alcantarillado, no hay recogida de residuos urbanos, no existe prácticamente alumbrado público... Tres empleados municipales, tres peones camineros y cuatro mujeres de limpieza cubren todas las necesidades municipales. En 1934 se construye la primera escuela del Chêne Pointu. La vida sigue siendo rural: no es extraño ver pasar vacas por las calles de la ciudad, ya que aún quedan tres granjas y la ciudad parecería lejana a París si la Torre Eiffel no pudiera verse desde los puntos más elevados de la ciudad.
Tras la ocupación alemana de Clichy durante la Segunda Guerra Mundial, habrá algunos años tranquilos hasta que se empiece la urbanización masiva en 1955. A partir de ese momento, Clichy se va convirtiendo poco a poco en una de las banlieues de París, en las que se van construyendo cités en las que se apelotona la población trabajadora, mucha de la cual es de origen extranjero.
En octubre y noviembre de 2005, se producen disturbios en Clichy-sous-Bois entre jóvenes y fuerzas de orden público. Son el origen de los disturbios que se producirán en Francia a finales del 2005, y que tendrán continuidad en varias ciudades francesas.

## Administración
| Periodo                                       | Identidad     | Partido | Observaciones |
| --------------------------------------------- | ------------- | ------- | ------------- |
| marzo 2001                                    | Claude Dilain | PSF     |               |
| Los datos anteriores no son todavía públicos. |               |         |               |

## Demografía
| 161 | 152 | 136 | 137 | 156 | 145 | 168 | 175 | 184 | 227 | 247 | 182 | 205 | 251 | 350 | 452 | 503 | 672 | 1 071 | 1 434 | 2 104 | 3 467 | 4 026 | 4 056 | 3 573 | 5 105 | 11 606 | 16 357 | 22 422 | 24 654 | 28 180 | 28 288 | 29 674 |
| Para los censos de 1962 a 1999 la población legal corresponde a la población sin duplicidades (Fuente: INSEE [Consultar]) |     |     |     |     |     |     |     |     |     |     |     |     |     |     |     |     |     |       |       |       |       |       |       |       |       |        |        |        |        |        |        |        |

Es la comuna más poblada del cantón.

## Personalidades relacionadas con este municipio
- Doc Gynéco, rapero.
- Roberto Alagna, tenor.

## Municipios limítrofes
- Coubron
- Montfermeil
- Gagny
- Le Raincy
- Livry-Gargan